# Fornells de la Selva
Fornells de la Selva és un municipi de la comarca del Gironès que forma part de l'àrea urbana de la ciutat de Girona.
Al nord limita amb el municipi de Girona; al sud, amb els de Riudellots de la Selva i Campllong; a l'est, amb els de Quart i Llambilles; i a l'oest, amb els de Vilablareix i Aiguaviva.

## Geografia

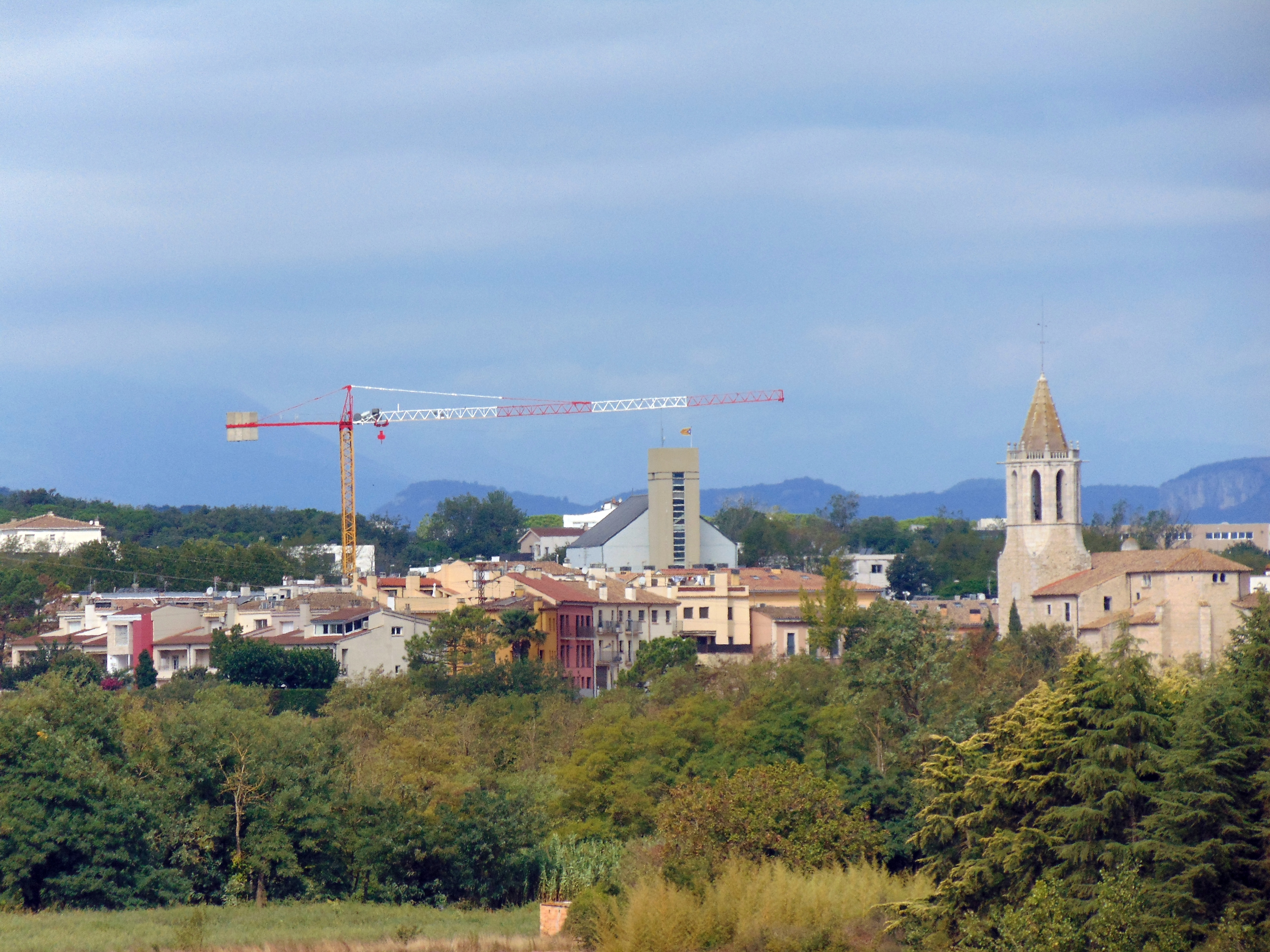

- Llista de topònims de Fornells de la Selva (Orografia: muntanyes, serres, collades, indrets..; hidrografia: rius, fonts...; edificis: cases, masies, esglésies, etc).

| Entitat de població  | Habitants (2023) |
| Fornells de la Selva | 2.258            |
| Fornells-Parc        | 235              |
| la Barceloneta       | 109              |
| la Selva             | 75               |
| el Mas Serra         | 29               |
| el Mas Cases         | 26               |
| Font: Idescat        |                  |

## Llocs d'interés
- Centre Cívic i Cultural La Sitja
- Església parroquial de Sant Cugat
- Capella de Santa Maria

## Demografia
| 1497 | 1515 | 1553 | 1787 | 1887 | 1900 | 1920 | 1950 | 1970 | 2010  | 2024  |
| 33   | 40   | 38   | 344  | 788  | 756  | 779  | 838  | 900  | 2.343 | 2.781 |